# Jimmy Ryan (beisebolista)
James Edward Ryan (11 de fevereiro de 1863 – 29 de outubro de 1923), apelidado de ″Pony″, foi um jogador profissional de beisebol que atuou como campista central na Major League Baseball em dezoito temporadas entre 1885 e 1903, principalmente pelo Chicago White Stockings/Colts/Orphans (1885–89, 1891–1900). Deteve o recorde das grandes ligas para mais assistências (entre outfielders (375) de 1900 até 1924.
Ryan morreu em Chicago aos 60 anos de idade.